# Claudette Dekarz
Claudette Dekarz est une judokate française.

## Carrière
Claudette Dekarz est médaillée de bronze dans la catégorie des moins de 66 kg aux Championnats d'Europe féminins de judo 1982 à Oslo après avoir été sacrée championne de France de la catégorie la même année.